# السلوك الاجتماعي والشخصية
السلوك الاجتماعي والشخصية هي مجلة علمية تتم مراجعتها من قبل الزملاء وتغطي علم النفس الاجتماعي والتنموي والشخصي. تم تأسيسها في عام 1973 ويتم نشرها الآن شهريًا بواسطة Scientific Journal Publishers Limited. مؤسس ورئيس التحرير الحالي روبرت إيه سي (بوب) ستيوارت (جمعية أبحاث الشخصية). كان الدكتور ستيوارت سابقًا محرر شخصية: مجلة دولية . يتم نشر السلوك الاجتماعي والشخصية إلكترونيًا فقط ويتم استضافته على موقع الويب الخاص به وعلى Ingenta Connect ‏ . تنشر المجلة مواضيع عامة في علم النفس الاجتماعي مع تركيز قوي على كيفية ارتباط هذه الموضوعات بمجالات الصحة والتعليم والمنظمات.

## تاريخ
نما عدد الإصدارات سنويًا بشكل تدريجي من اثنين (1973-1990) ، وأربعة (1991-1988) ، وثمانية (2001-2005) ، وعشرة (2006-2017) ، إلى اثني عشر في عام 2018. في يناير 2018 ، أعلنت المجلة أنها ستنتقل من النشر المطبوع والإلكتروني إلى النشر الإلكتروني فقط اعتبارًا من عام 2019.

## الاستخلاص والفهرسة
المجلة مجردة وفهرسة في فهرس الاستشهادات الاجتماعية ، المحتويات الحالية - العلوم الاجتماعية والسلوكية ، و Scopus .
تم أرشفة السلوك الاجتماعي والشخصية في Portico و CLOCKSS ، وتوزيعها من خلال برنامج Research4Life Hinari من منظمة الصحة العالمية . يتم الاعتراف بالمراجعين من خلال شراكة مع Publons ، وهي خدمة تتعقب وتتحقق من مراجعات الأقران.
وفقًا لتقارير Journal Citation Reports ، فإن عامل التأثير للمجلة لعام 2020 يبلغ 0.976.  تقارير Scopus أن المجلة لديها Citescore 1.4. 

## التوزيع ونمودج العمل
على الرغم من أن SBP Journal يتم توزيعها حسب نموذج الاشتراك ، إلا أنها تحتوي على خيارات وصول مفتوحة مختلطة. يمكن للمؤلفين وضع أعمالهم المنشورة في مستودع مؤسسي. ملاحظات بحثية قصيرة متاحة للوصول المفتوح. ويمكن للمؤلفين الذين يتطلب تمويلهم الوصول المفتوح أن يطلبوا تطبيقه فور نشره.
في عام 2017 ، بدأ السلوك الاجتماعي والشخصية في تقديم منشورات متقدمة عبر الإنترنت من خلال خدمة التتبع السريع Ingenta Connect .
يفرض السلوك الاجتماعي والشخصية رسومًا على المؤلفين لمعالجة المقالات (529 دولارًا أمريكيًا لكل 500 كلمة أو جزء منها) ،  على الرغم من فرض رسوم اشتراك أيضًا على معظم أنواع المقالات. 